# Gorąca stopka

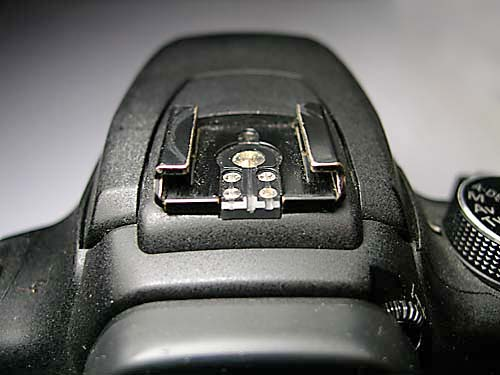
Złacze gorącej stopki w aparacie Canon EOS 350D

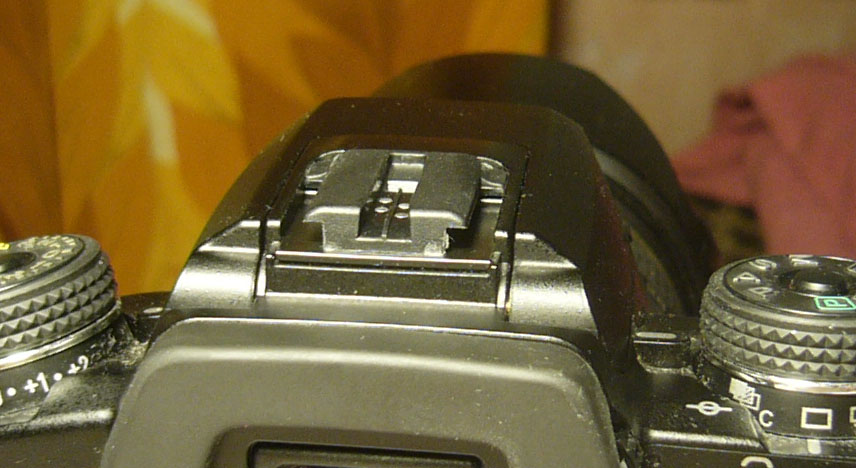
Patentowe złącze gorącej stopki w aparacie Konica Minolta Maxxum 7D

Gorąca stopka – specjalnie ukształtowany element zewnętrznej lampy błyskowej, służący do łączenia z szynowym uchwytem umieszczonym w górnej części korpusu aparatu fotograficznego, pozwalający na przekazywanie sygnałów elektrycznych bezpośrednio między aparatem i lampą. Złącze po stronie aparatu jest w języku angielskim określane terminem hot shoe. Istnieją też kablowe przedłużenia połączenia gorącej stopki z aparatem pozwalające na montaż lamp błyskowych na statywach.
Gorąca stopka pozwala także na podłączenie innych, niż lampy błyskowe, akcesoriów. Zazwyczaj nie używają one jednak zasilania. Używają one gorącej stopki jako mocowania. Tego typu akcesoria najczęściej używane są do filmowania np. mikrofon, lampa LED czy zewnętrzny monitor LCD. Istnieją także uchwyty pozwalające na podłączenie więcej niż jednego urządzenie. Można także spotkać akcesoria używane przy robieniu zdjęć np. urządzenie GPS.